# Бенцетићи
Бенцетићи (хрв. Bencetići) су некадашње насељено место у саставу општине Драганић, Карловачка жупанија, Хрватска.

## Историја
До територијалне реорганизације у Хрватској били су у саставу старе општине Карловац. У попису становништва из 2001. године насеље је укинуто и припојено насељу Драганић.

## Становништво
| Број становника према пописима | Број становника према пописима | Број становника према пописима | Број становника према пописима | Број становника према пописима | Број становника према пописима | Број становника према пописима | Број становника према пописима | Број становника према пописима | Број становника према пописима | Број становника према пописима | Број становника према пописима | Број становника према пописима | Број становника према пописима |
| ------------------------------ | ------------------------------ | ------------------------------ | ------------------------------ | ------------------------------ | ------------------------------ | ------------------------------ | ------------------------------ | ------------------------------ | ------------------------------ | ------------------------------ | ------------------------------ | ------------------------------ | ------------------------------ |
| 1857                           | 1869                           | 1880                           | 1890                           | 1900                           | 1910                           | 1921                           | 1931                           | 1948                           | 1953                           | 1961                           | 1971                           | 1981                           | 1991                           |
| 158                            | 196                            | 179                            | 179                            | 185                            | 208                            | 182                            | 216                            | 202                            | 210                            | 209                            | 202                            | 198                            | 157                            |

Напомена: Године 2001. припојено насељу Драганић.